# Carl Wilhelm Samuel Aurivillius
Carl Wilhelm Samuel Aurivillius, auch Karl Vilhelm Samuel Aurivillius (* 31. August 1854 im Kirchspiel Forsa, heute Teil der Gemeinde Hudiksvall; † 16. Dezember 1899 in München), war ein schwedischer Zoologe.
Aurivillius war der Sohn des Propstes Erik Vilhelm Aurivillius und dessen Frau Kristina Lovisa (geborene Forssell). Sein Bruder war Per Olof Christopher Aurivillius. Nach dem Abitur in Hudiksvall studierte er ab 1872 an der Universität Uppsala, erhielt 1883 den Doktortitel und wurde Dozent für Zoologie. Ab 1893 war er Mitglied der Schwedischen Hydrografischen Kommission. 1891 unternahm er eine Forschungsreise, die ihn nach Sumatra, Java und nach Ostindien führte. Da ihm das indische Klima gesundheitliche Probleme bescherte kehrte er nach Hause zurück. In den Jahren 1892 bis 1894 hielt er öffentliche Vorlesungen an der Universität Uppsala. Be befasste sich eingehend mit der unteren Meeresfauna, studierte die Biologie der Krusten- und Korallentiere und deren Systematiken und schrieb ausführlich über das Plankton. Als Kenner der nordischen Planktonfauna nahm er in den 1890er Jahren an der Schwedischen Expeditionen der Hydrografischen Kommission zu den Fjorden des Skagerrak und des Bohuslän teil, um das Plankton in unterschiedlichen Jahreszeiten und den Zusammenhang zwischen Meeresströmungen und der Zusammensetzung zu untersuchen.
Teilweise übersetzte und bearbeitete er, gemeinsam mit seinem Bruder, eine schwedische Ausgabe des letzten Bandes von Brehms Thierleben – Fische, Kriech- und Lurchtiere sowie Wirbellose.
Aurivillius war nicht verheiratet.

## Werke (Auswahl)
- Bidrag till kännedomen om krustaceer. 1883, doi:10.5962/bhl.title.53616.
- Osteologie und äußere Erscheinung des Wals Sowerbys. 1886.
- Beobachtungen über Acariden auf den Blättern verschiedener Bäume. 1887.
- Der wal Svedenborg's (Balna svedenborgii Lilljeborg) nach einem funde im diluvium Schwedens. 1888, doi:10.5962/bhl.title.15922.
- Über Symbiose als Grund accessorischer Bildungen bei marinen Gastropodengehäusen. 1891, doi:10.5962/bhl.title.10773 (archive.org).
- Über einige obersilurische Cirripeden aus Gotland. 1892.
- Die Beziehungen der Sinnesorgane amphibischer Dekapoden zur Lebensweise und Athmung. 1893.
- Studien über Cirripeden. 1894.
- Das Plankton des baltischen Meeres. 1896.
- Vergleichende thiergeographische Untersuchungen über die Planktonfauna des Skageraks in den Jahren 1893–1897. (archive.org).